# Grammy Awards de 1962
A 4.ª cerimônia anual do Grammy Awards foi realizada em 29 de março de 1962, em Chicago, Los Angeles e Nova Iorque. O evento contemplou trabalho de melhores gravações, composições e artistas do ano dentro do período de 1961. Henry Mancini ganhou 5 prêmios.

## Vencedores

### Geral
| Gravação do ano - "Moon River" – Henry Mancini               | Álbum do ano - Judy at Carnegie Hall – Judy Garland |
| Canção do ano - "Moon River" – Henry Mancini & Johnny Mercer | Artista revelação - Peter Nero                      |

### Infantil
| Melhor Gravação Infantil - Prokofiev: Peter and the Wolf – Leonard Bernstein |

### Clássica
| Best Orchestral Performance - Ravel: Daphnis et Chloé – Charles Münch & Boston Symphony Orchestra                                                                   | Best Classical Vocal Solo - The Art of the Prima Donna – Francesco Molinari-Pradelli, Joan Sutherland & Royal Opera House Orchestra      |
| Best Opera Recording - Puccini: Madama Butterfly – Gabriele Santini, Victoria de los Ángeles, Jussi Björling, Miriam Pirazzini, Mario Sereni & Rome Opera Orchestra | Best Choral Performance - Bach: B Minor Mass – RRobert Shaw & Robert Shaw Orchestra & Chorale                                            |
| Best Instrumental Soloist(s) Performance (with orchestra) - Bartók: Violin Concerto No. 1 – Eugene Ormandy, Isaac Stern & the Philadelphia Orchestra                | Best Instrumental Soloist Performance (without orchestra) - Reverie for Spanish Guitar – Laurindo Almeida                                |
| Best Chamber Music Performance - Beethoven: Serenade, Op. 8/Kodály: Duo for Violin and Cello, Op. 7 – Jascha Heifetz, Gregor Piatigorsky & William Primrose         | Best Classical Contemporary Composition - Discantus – Laurindo Almeida - Stravinsky: Movements for Piano and Orchestra – Igor Stravinsky |
| Best Classical Album - Stravinsky Conducts 1960: Le Sacre du Printemps; Petrushka – Igor Stravinsky & Columbia Symphony Orchestra                                   | |

### Comédia
| Melhor Álbum de Comédia - An Evening with Mike Nichols and Elaine May – Elaine May & Mike Nichols |

### Composição/Arranjo
| Best Instrumental Composition - "African Waltz" – Galt MacDermot                | Best Arrangement - "Moon River" – Henry Mancini |
| Best Score Soundtrack for Visual Media - Breakfast at Tiffany's – Henry Mancini |                                                 |

### Country
| Best Country & Western Recording - Big Bad John – Jimmy Dean |

### Folk
| Best Ethnic or Traditional Folk Recording - Belafonte Folk Singers at Home and Abroad – The Belafonte Folk Singers |

### Gospel
| Best Inspirational Performance - Everytime I Feel the Spirit – Mahalia Jackson |

### Jazz
| Best Jazz Instrumental Album, Individual or Group - André Previn Plays Harold Arlen – André Previn | Best Large Jazz Ensemble Album - Kenton's West Side Story – Stan Kenton |
| Best Original Jazz Composition - "African Waltz" – Galt MacDermot                                  |                                                                         |

### Teatro musical
| Best Musical Theater Album - How to Succeed in Business Without Really Trying – Frank Loesser, Robert Morse, Rudy Vallee, Charles Nelson Reilly, Bonnie Scott, Claudette Southerland & Sammy Smith | Best Sound Track Album or Recording of Original Cast From a Motion Picture or Television - West Side Story – Irwin Kostal, John Green, Saul Chaplin & Sid Ramin |

### Packaging e notas
| Best Album Cover – Classical - Puccini: Madama Butterfly – Marvin Schwartz | Best Album Cover – Other Than Classical - Judy at Carnegie Hall – Jim Silke |

### Pop
| Best Female Pop Vocal Performance - Judy at Carnegie Hall – Judy Garland      | Best Male Pop Vocal Performance - "Lollipops and Roses" – Jack Jones                                        |
| Best Performance by a Chorus - Great Band With Great Voices – Johnny Mann     | Best Performance by a Vocal Group - High Flying – Lambert, Hendricks & Ross                                 |
| Best Performance by an Orchestra – for Dancing - Up a Lazy River – Si Zentner | Best Performance by an Orchestra or Instrumentalist with Orchestra - Breakfast at Tiffany's – Henry Mancini |
| Best Contemporary Song - "Let's Twist Again" – Chubby Checker                 | |

### Produção e engenharia
| Melhor Álbum de Engenharia, Não-Clássico - Judy at Carnegie Hall – Robert Arnold                                                | Melhor Álbum de Engenharia, Clássico - Ravel: Daphnis et Chloé – Lewis W. Layton, Charles Münch & Boston Symphony Orchestra |
| Melhor Engenharia de Gravação – Efeitos Especiais ou Inéditos - Stan Freberg Presents the United States of America – John Kraus | |

### R&B
| Melhor Performance de R&B - "Hit the Road Jack" – Ray Charles |

### Falado
| Melhor Álbum Falado - Leonard Bernstein – Leonard Bernstein |